# 파타야
파타야(태국어: พัทยา)는 태국 촌부리주의 도시로, 타이만의 동쪽 해안에 있는 동남의 유명한 휴양지이다. 방콕에서 남동쪽으로 145 km 정도 떨어져 있다. 촌부리 주의 방 라뭉의 일부는 아니다.
파타야는 자치권을 가지고 있는 특별 행정구역이며, 땀본 농쁘루에와 나끌루아 그리고 후아이 야이 그리고 농 플라 라이 지역이 파타야의 행정 지역이다. 시라차, 람 차방 그리고 촌부리를 따라 위치한 동해안 산업 단지에 위치해 있다.
파타야는 또한 파타야-촌부리 메트로폴리탄 지구의 중심 도시이기도 하며, 이것은 촌부리 주이 도시 광역권이다.
원래 파타야는 이름없는 작은 어촌에 불과하던 곳이었는데 1961년에 베트남전쟁의 휴가병들을 위한 휴양지로 개발되면서 아시아의 대표적인 휴양지로 발전하였다. 파타야 해변에는 고급호텔과 방갈로, 레스토랑 등과 함께 밤에는 화려한 불빛, 낮에는 하늘을 누비는 파라슈트와 윈드서핑 등이 어우러져 영화의 한 장면을 연출해 낼 정도로 아름답다. 그리하여 ‘동양의 하와이’ 또 ‘태국의 리비에라’라는 별명을 가지고 있다. 파타야 해변 앞바다에서는 해수욕장과 해양스포츠를 즐길 수 있으며 쇼핑도 즐길 수 있다. 이곳은 밤에는 환락의 거리로 변하여 밤낮으로 인파가 붐빈다.

## 개요
'남서몬순 바람'이라는 의미를 가지고 있으며, 현지인들은 파티야(Patti-yah)라고 발음을 한다. 2005년에는 540만명이 방문한 세계에서도 가장 활기찬 해변을 가지고 있는 이 지역은 방콕의 경계에서 약 150 km 떨어져 있다. 파타야는 골프와 관광을 즐기려는 한국인과 더불어 전문직업인, 은퇴한 부부와 같은 재방문자들이 많으며, 최근에는 러시아나 동남아 등지에서도 많이 찾는 지역이다.
파타야 시는 특별자치구이며, 탐본농푸레(tambon Nong Prue)와 나클루에(Na Kluea) 화이야이(Huai Yai) 등을 포함하고 있다. 시라차(Si Racha), 람차방(Laem Chabang), 촌부리(Chon Buri)에 걸쳐 중공업지대인 이스턴 시보드(Eastern Seaboard) 지구가 있으나, 주요한 시의 성격은 역시 관광과 더불어 경공업이다.
파타야는 방콕에 뒤지지 않는 고층 빌딩과 외국인용 콘도가 조성되어 있고, 근사한 스카이 라인을 가지고 있다. 파타야는 또한 파타야-촌부리 메트로폴리탄 지구의 중심이지며, 촌부리 지방의 광역 도시이기도 하다.

## 역사
원래 파타야는 작은 어촌에 지나지 않았지만, 베트남 전쟁 때 미군이 근처의 라용 현에 있던 공군 기지 워타파오를 사용하면서, 파타야를 미군 보급기지로서 이용하기 시작했기 때문에 개발이 시작되었다. 개발은 매우 빠르게 진행되었으며, 비치 개발 등 외에도 고고 바나 매춘 등의 유흥업이 발달했다. 베트남 전쟁 후 미군이 떠나고 파타야는 일시적으로 공황에 빠졌지만, 특히 유럽에서 관광객이 크게 증가해 관광 산업은 소생하게 된다. 2001년에는 파타야 시내의 호텔에는 사용 가능한 24,000개의 객실을 갖추었으며, 2003년에는 150만명의 관광객이 방문했다.

## 지리
파타야는 타이만에 위치해 있으며, 수도 방콕에서 남쪽으로 약 145 km 떨어져 있다. 방라뭉 지역에 둘러싸여 있다. 파타야 시는 특별자치구로 탐본 농 프루와 나클루아 그리고 후아 야이나 농 플라 라이의 일부를 포함한다. 방라 뭉은 파타야의 북쪽 경제에 형성된 타운으로 탐본 방 라뭉, 농 플라 라이와 타키안 티아의 일부를 포함한다. 방 살리는 파타야의 남쪽 경계이다.
광의의 파타야는 방라뭉(촌부리 11개 지구 중 하나)의 해안지역 대부분을 포함한다. 방라뭉은 나클루아 비치(대부분의 북쪽 해안)의 동쪽으로 확장되는 광활한 북쪽 지구와 파타야 비치(주요 비치) 그리고 파타야 해변 남쪽에 바로 맞닿은 붓다 힐, 동탄 비치를 포함한 좀티엔 비치(붓다 힐의 바로 남쪽)의 동쪽 지역을 포함한 좁은 남서 지역으로 나뉜다. 좀티엔 비치가 좀 더 넓고, 가족 단위가 여행하기에는 일반적으로 훨씬 더 양호한 편이다.

### 기후
파타야는 열대성의 습하고 건조한 날씨를 가지고 있다. 계절은 고온건조한 계절인 건기(11월~2월)와 덥고 습한 계절(3월~5월) 그리고 덥고 비가 많이 오는 계절인 우기(6월~10월)가 있다.
| 파타야의 기후                                                                | 파타야의 기후 | 파타야의 기후 | 파타야의 기후 | 파타야의 기후 | 파타야의 기후 | 파타야의 기후 | 파타야의 기후 | 파타야의 기후 | 파타야의 기후 | 파타야의 기후 | 파타야의 기후 | 파타야의 기후 | 파타야의 기후   |
| 월                                                                           | 1월           | 2월           | 3월           | 4월           | 5월           | 6월           | 7월           | 8월           | 9월           | 10월          | 11월          | 12월          | 연간            |
| ---------------------------------------------------------------------------- | ------------- | ------------- | ------------- | ------------- | ------------- | ------------- | ------------- | ------------- | ------------- | ------------- | ------------- | ------------- | --------------- |
| 역대 최고 기온 °C (°F)                                                       | 36.0 (96.8)   | 37.1 (98.8)   | 37.3 (99.1)   | 37.0 (98.6)   | 36.6 (97.9)   | 35.4 (95.7)   | 34.9 (94.8)   | 34.5 (94.1)   | 33.7 (92.7)   | 33.8 (92.8)   | 35.6 (96.1)   | 35.9 (96.6)   | 37.3 (99.1)     |
| 일평균 최고 기온 °C (°F)                                                     | 30.6 (87.1)   | 31.2 (88.2)   | 32.0 (89.6)   | 33.0 (91.4)   | 32.7 (90.9)   | 32.0 (89.6)   | 31.6 (88.9)   | 31.4 (88.5)   | 31.1 (88.0)   | 30.9 (87.6)   | 30.8 (87.4)   | 30.2 (86.4)   | 31.5 (88.6)     |
| 일일 평균 기온 °C (°F)                                                       | 26.5 (79.7)   | 27.3 (81.1)   | 28.3 (82.9)   | 29.4 (84.9)   | 29.4 (84.9)   | 29.0 (84.2)   | 28.6 (83.5)   | 28.5 (83.3)   | 27.9 (82.2)   | 27.2 (81.0)   | 27.1 (80.8)   | 26.4 (79.5)   | 28.0 (82.3)     |
| 일평균 최저 기온 °C (°F)                                                     | 23.5 (74.3)   | 24.5 (76.1)   | 25.5 (77.9)   | 26.4 (79.5)   | 26.6 (79.9)   | 26.4 (79.5)   | 26.2 (79.2)   | 26.1 (79.0)   | 25.4 (77.7)   | 24.7 (76.5)   | 24.3 (75.7)   | 23.3 (73.9)   | 25.2 (77.4)     |
| 역대 최저 기온 °C (°F)                                                       | 16.4 (61.5)   | 17.5 (63.5)   | 17.7 (63.9)   | 19.4 (66.9)   | 21.5 (70.7)   | 21.3 (70.3)   | 21.4 (70.5)   | 22.0 (71.6)   | 21.5 (70.7)   | 19.8 (67.6)   | 16.7 (62.1)   | 14.6 (58.3)   | 14.6 (58.3)     |
| 평균 강수량 mm (인치)                                                        | 16.3 (0.64)   | 19.9 (0.78)   | 47.3 (1.86)   | 67.9 (2.67)   | 121.1 (4.77)  | 132.1 (5.20)  | 103.6 (4.08)  | 91.2 (3.59)   | 213.6 (8.41)  | 224.5 (8.84)  | 56.6 (2.23)   | 11.7 (0.46)   | 1,105.8 (43.54) |
| 평균 강수일수 (≥ 1.0 mm)                                                     | 1.6           | 1.8           | 3.3           | 5.0           | 9.0           | 9.8           | 9.5           | 9.1           | 13.2          | 14.4          | 4.0           | 1.5           | 82.2            |
| 평균 상대 습도 (%)                                                           | 73.7          | 75.9          | 77.8          | 77.2          | 77.5          | 77.4          | 77.5          | 78.1          | 81.3          | 83.2          | 75.3          | 70.3          | 77.1            |
| 평균 월간 일조시간                                                           | 229.4         | 211.9         | 238.7         | 204.0         | 155.0         | 114.0         | 117.8         | 114.7         | 108.0         | 145.7         | 189.0         | 226.3         | 2,054.5         |
| 평균 일일 일조시간                                                           | 7.4           | 7.5           | 7.7           | 6.8           | 5.0           | 3.8           | 3.8           | 3.7           | 3.6           | 4.7           | 6.3           | 7.3           | 5.6             |
| 출처 1: 세계기상기구 (평년값: 1991년~2020년)                                 |               |               |               |               |               |               |               |               |               |               |               |               |                 |
| 출처 2: 태국 수자원수문학사무소 (극값: 1981년~현재, 일조시간: 1981년~2010년) |               |               |               |               |               |               |               |               |               |               |               |               |                 |

### 해변

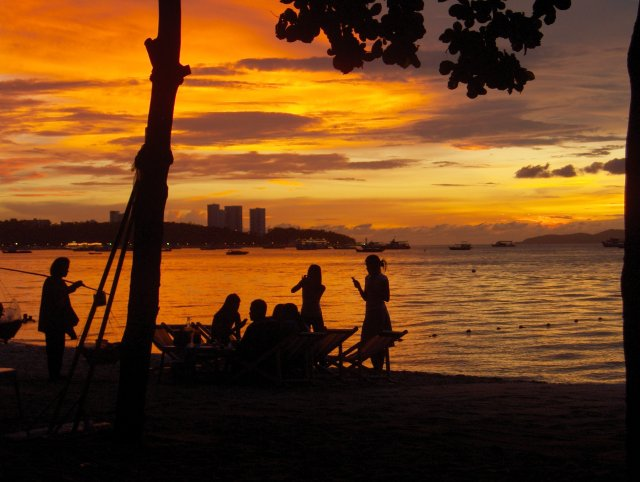
파타야 해변의 일몰

#### 파타야 비치
파타야 비치는 시내 중앙부를 따라 위치해 있다. 수많은 제트 스키와 스피트 보트가 해안을 따라 수질 오염의 원인을 제공하였다. 항구 쪽 파타야 클랭 남쪽의 해변 부분은 파타야의 중심가에 인접한 풍부한 나이트 라이프를 즐길 수 있는 지역이다. 비치의 대부분 해변 지역은 낮시간 동안 지역의 음료수 판매업자들이 운영하는 렌탈 해변용 의자로 덮여있다.

#### 좀티엔 비치

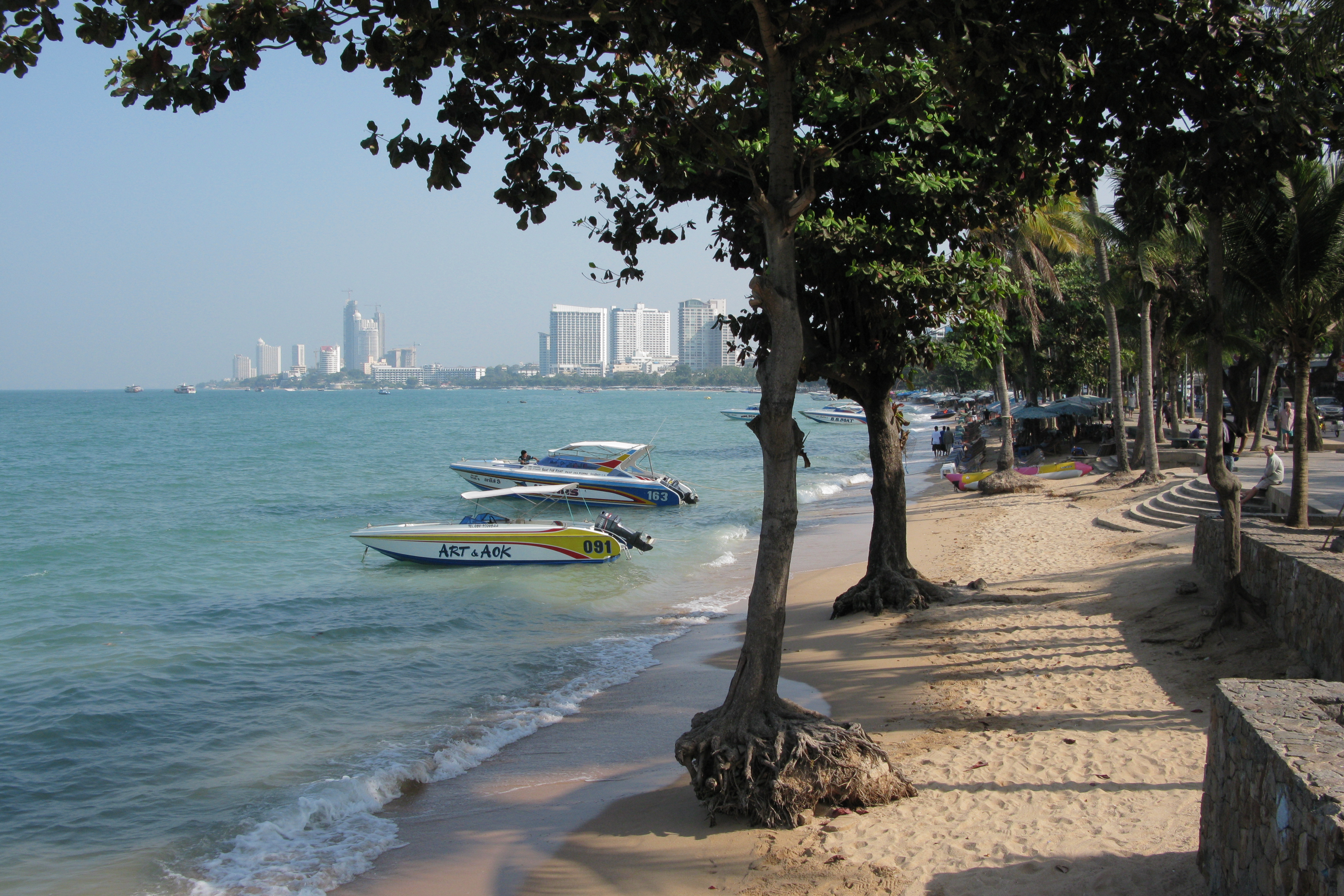
좀티엔 해변

좀티엔 비치(태국어: หาดจอมเทียน)는 프라툼낙 언덕에 의해 파타야의 주요 지역과 분리되어 있다. 좀티엔은 해변 호텔과 방갈로 단지로 원래부터 개발된 거주지로 콘도미니움과 식당들이 들어서 있다. 다양한 수상 스포츠와 액티비티를 즐길 수 있는 곳이며, 제트스키와 패러세일링, 소형 세일 보트(하비 캣) 렌탈이 가능하다. 좀티엔의 아발론 비치 리조트를 바로 지나서 있는 동탄 비치는 게이 비치로 알려져 있으며, 년중 붐비는 곳이다.
좀티엔 최고의 랜드마크는 56층의 파타야 파크 타워이며, 수상 스포츠와 롤러코스터, 모노레일이 운행하는 파타야 파크 엔터테인먼트의 일부이다. 그리고 91층의 오션 원 타워도 개발을 진행 중이다. 좀티엔 지역은 아시아 최대의 리조트 지역 중의 하나이며, 4,000개의 객실을 가진 앰버서드 시티 좀티엔이 이곳에 자리를 잡고 있다.

### 주변 섬

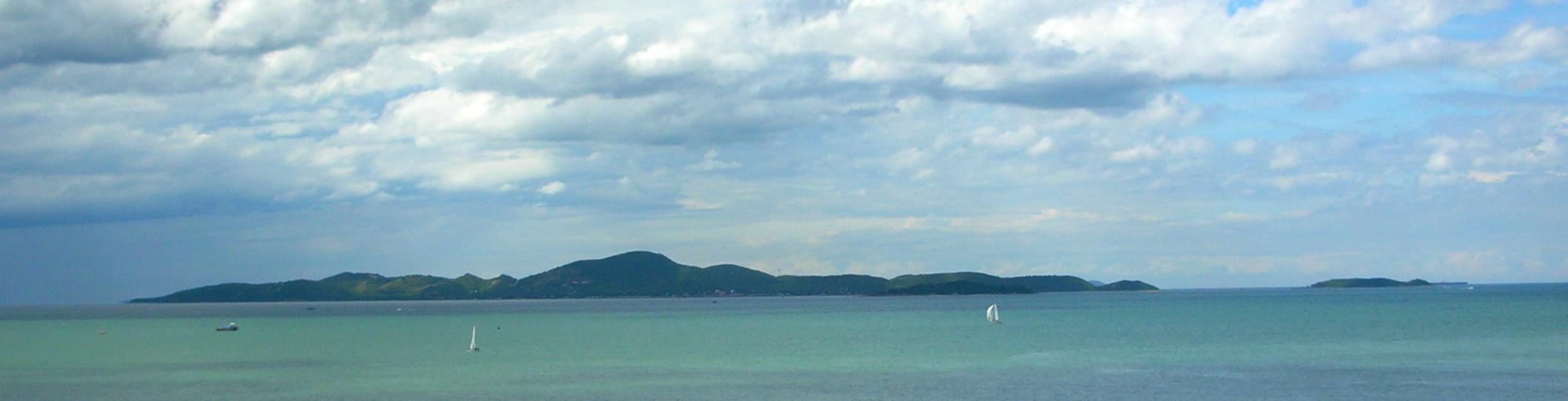
코 란의 해변

파타야에서 가까운 바다에는 여러 섬들로 군도를 이루고 있다. 이곳은 대부분 주요한 스쿠버 다이빙 목적지이며, 일부에는 산호 해변을 가진 섬들이 있으며 그 중 가장 유명한 곳은 코란이다. 태국어로 ‘섬’을 ‘코’라고 하며, 태국의 섬에는 이름 앞에 ‘코’가 붙어 〈코 란〉은 〈란 섬〉이라는 의미이다.

#### 코 란
〈코 란〉은 (태국어: เกาะล้าน)은 〈산호 섬〉이라고도 하며 파타야 서쪽 7.5 km 떨어진 곳에 위치한 작은 섬이다. 코 란은 스피드 보트나 페리로 접근 가능하며, 페리는 매 시간 출발하여 45분만에 도착한다. 스피드 보트는 가장 비싼 운송 수단이지만 15분만에 목적지에 도착한다. 코 란은 산호 해변으로 해변이 아름다운 작은 섬이다.

#### 코 파이

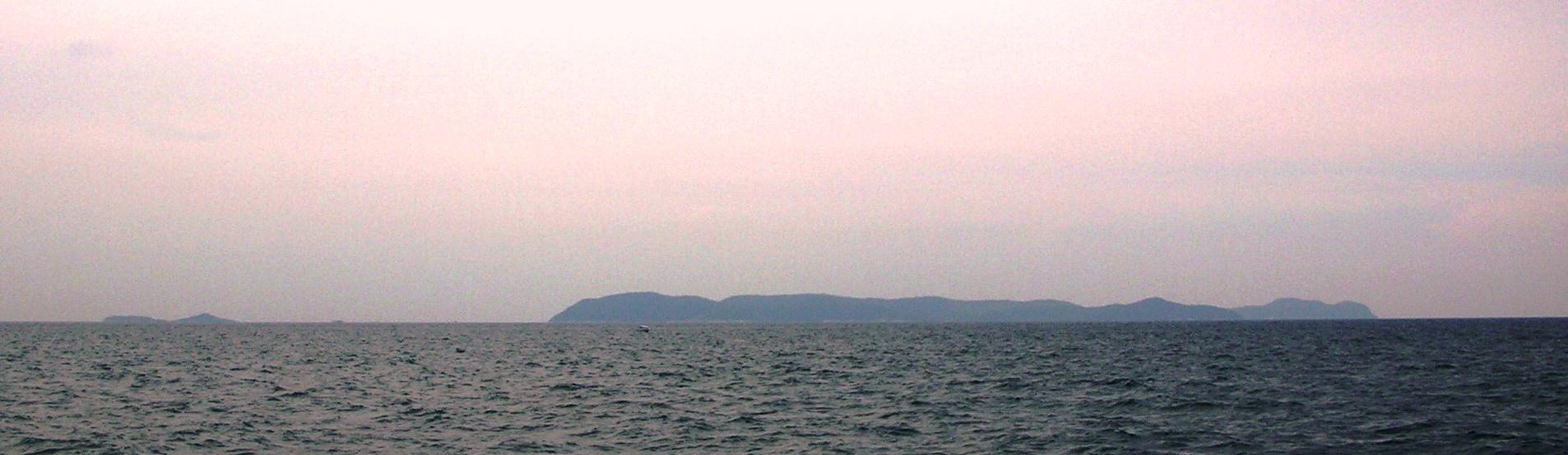
코 라움에서 바라 본 코 파이

코 파이(태국어: หมู่เกาะไผ่)는 파타야 주변에서 가장 큰 섬으로 파타야 서쪽 21 km 떨어진 곳에 있는 작은 무인도이다. 다른 이름은 대나무 섬을 의미하는 "뱀부 아일랜드(Bamboo Island)"라는 별칭을 가지고 있다. 이 섬의 지리적 위치는 방콕 만 남서쪽 끝단이며, 시암 만의 동쪽 편에 자리를 잡고 있다. 행정적으로는 촌부리 주의 암프 방 라뭉에 속해 있다.
길이는 4 km, 최대 너비는 1.5km로, 울창한 나무 숲으로 덮여 있으며, 해안의 대부분은 암석과 절벽으로 이뤄어져 있다. 전체 지대가 높은 편으로 주요 봉오리가 존재하지 않는 고원형 지형으로 가장 높은 곳은 해발 150m 정도이다. 이곳에 등대가 있다.
가장 가까운 섬은 코 란으로 이곳 동쪽 해안에서 동쪽으로 14 km 떨어져 있다.

## 관광

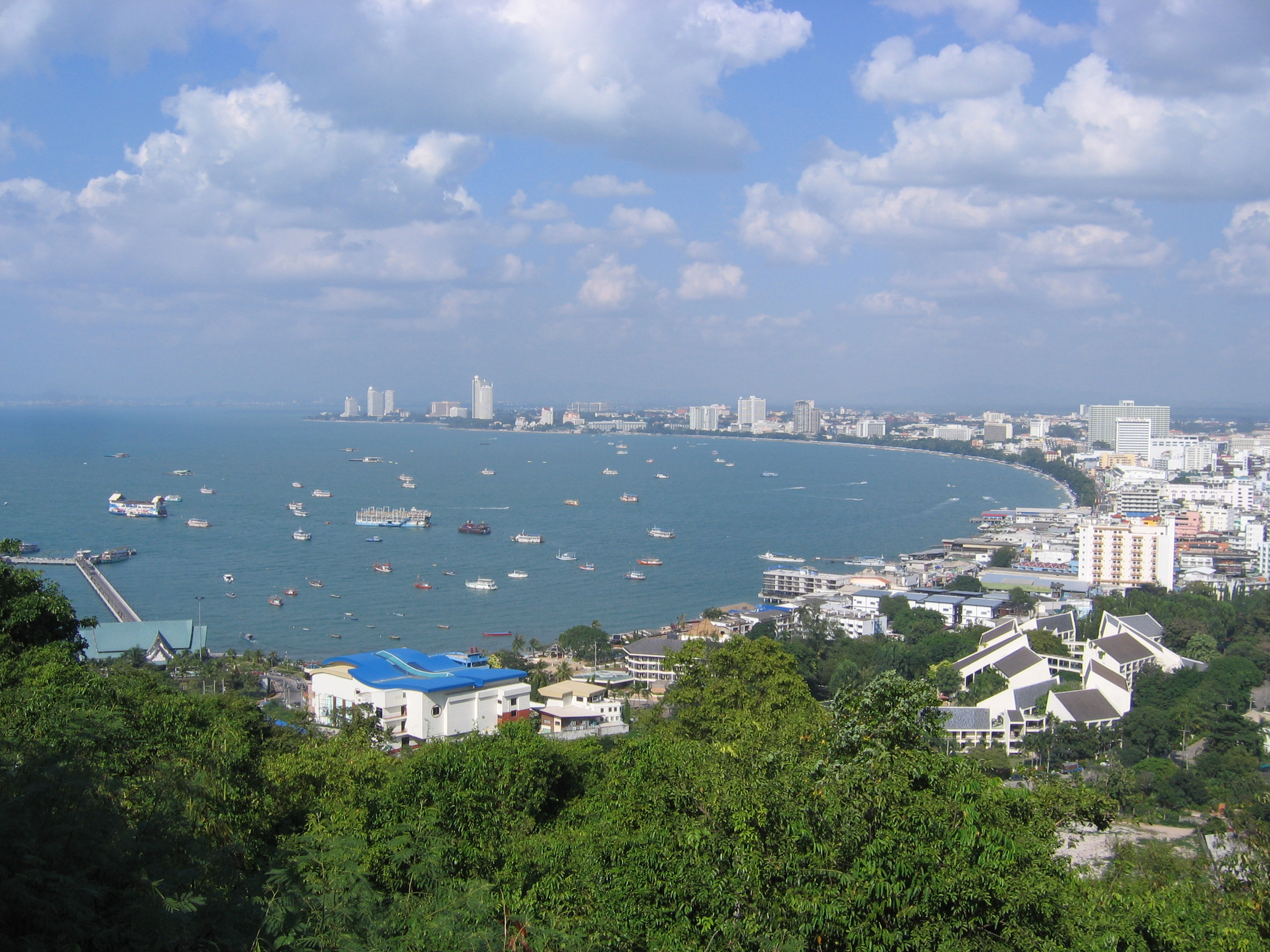
농눅 열대 식물원

한 때는 한적한 어촌 마을이었던 파타야는 베트남 전쟁 때 보급기지로 성장하기 시작하였다. 초기에는 매춘 등의 부정적인 이미지를 가지고 있었지만, 현재는 이미지를 개선하여 가족 단위 관광지로 각광 받기 시작하였다. 오늘 날에도 바와 펍 등 볼거리와 나이트 라이프가 가장 풍부한 지역 중의 하나이다. 2005년에는 전년에 비해 6.5% 성장한 5,338,000명의 관광객이 이곳을 방문하였다. 이 중 2/3는 외국인으로 수상 스포츠를 위해 이곳을 방문하였다.
이곳의 또 다른 대표적인 액티비티로 골프가 있으며, 파타야 인근 1시간 거리 이내에는 21개의 골프 코스가 존재한다. 게다가 근처에는 《미니시암》과 같은 테마 파크와 《시랏차 호랑이 동물원》, 《코끼리 빌리지》 등과 같은 동물원이 있다.
농눅 열대 식물원은 파타야에서 동쪽으로 15 km 떨어진 곳에 있으며, 2.0 km2의 부지에는 난초 등과 함께 다양한 열대 식물군을 볼 수 있다. 이 테마 파크에는 태국 마을을 세팅한 생상한 문화 쇼를 감상할 수 있으며, 침팬치나 코끼리 등의 쇼를 볼 수 있다.
또 다른 볼거리로는 밀리언 이어즈 스톤 파크나 파타야 악어농장, 코끼리 빌리지, 파타야 파크 비지 리조트 수상공원과 퍼니랜드 어뮤즈먼트 파크, 시리포른 난초농장, 언더월드 파타야(세계적인 규모의 수족관), 타이 알랑칸 파타야 극장, 병 미술관, 미니시암, 워킹 스트리트 등이 있다.
이것 이외에도 ‘산호 섬’이라는 별칭이 있는 〈코 란〉은 파타야 해안에서 7 km 떨어진 곳에 자리를 잡고 있다. 이곳에는 6개의 해변이 있으며, 하얀 모래와 깨끗하고 푸른 바닷빛을 자랑한다.

## 행정
파타야 시는 1978년부터 특별 자치주로 통치되는 도시이다. 자치주에 해당하는 지위를 가지며, 시장에 의해 통치되는 구조이다. 하위 구는 길게 일자로 늘어선 해안 지역을 경도를 따라 분류하는 방식이다. 모두 해안이나 만, 갑 등의 이름을 따서 명칭을 붙였다.
- 파타야 누아(북 파타야)
- 파타야 타이(남 파타야)
- 파타야 클랭(중앙 파타야)
- 나클루아(Naklua)
- 붓타 힐

남파타야와 좀티엔의 중간에 있으며, 붓다힐 랜드마크의 이름을 따서 지었다.

## 교통
파타야는 120 km 떨어진 수완나폼 공항에서 약 1시간 30분 소요되며, 파타야의 대표적인 공항인 우타파오 국제공항에서 차로 약 45분 정도 소요된다. 방콕에서 파타야로 접근하려면 수쿰빗 도로와 모토웨이 7번 도로를 통해 접근할 수 있다. 시외 버스는 보통 두 버스 정류장 중에 하나를 이용하며, 하나는 방콕행이고, 또 다른 하나는 다른 목적지를 가진다. 최근까지 유일한 교통 수단은 개인 또는 공용 쏭태우나 택시 그리고 모토바이크가 고작이었지만, 2006년부터 공공 버스 서비스가 시작되었고, 미터기를 장착한 택시의 운행도 2007년부터 제도화되었다.

## 같이 보기
- 워킹 스트릿 (파타야)(en:Walking Street, Pattaya)
- 코 란 (란 섬)